# كيفن ميلر (مقدم برامج إذاعية)
كيفن ميلر (بالإنجليزية: Kevin Miller)‏ هو مقدم برامج إذاعية أمريكي، ولد في 1968 في الولايات المتحدة.